# Gustaf Sälling
Gustaf Sälling (i Riksdagen kallad Sälling i Bränsta), född 27 december 1832 i Svedvi församling, Västmanlands län, död 7 april 1920 i Västerås, var en svensk lantbrukare och politiker. 
Sälling var lantbrukare i Brånsta i Svedvi församling. Han var ledamot av andra kammaren 1881-1884 och 1894-1896, invald i Västmanlands läns södra domsagas valkrets.